# Hiroshima Electric Railway
Hiroshima Electric Railway Co., Ltd.  (広島電鉄株式会社, Hiroshima Dentetsu kabushiki gaisha), également appelée Hiroden (広電) est une compagnie de transports publics japonaise qui exploite les tramways et les bus à Hiroshima et aux alentours. Elle a des activités dans l'immobilier.

## Histoire
La compagnie a été fondée le 10 avril 1942 et succède au Tramway électrique d'Hiroshima créé le 18 juin 1910.

## Tramway
Le réseau de tramways d'Hiroshima comprend huit lignes pour un total de 35,1 km. C'est le plus grand réseau du pays.

## Autobus
La compagnie exploite une partie des bus locaux de la ville d'Hiroshima, mais également ceux de la ville de Kure. Elle exploite aussi des bus express entre Hiroshima et l'aéroport de Hiroshima, et vers les villes de Kure, Matsue et Yonago.